# Cieśnina Sape
Cieśnina Sape (indonez. Selat Sape) – cieśnina w Indonezji; łączy morze Flores z Oceanem Indyjskim; oddziela wyspy Sumbawa i Komodo; długość ok. 50 km, szerokość do 22 km.
Wzdłuż cieśniny Sape przebiega granica między prowincjami Małe Wyspy Sundajskie Zachodnie i Małe Wyspy Sundajskie Wschodnie.